# Carlos-Lefebvre
Pour les articles homonymes, voir Lefebvre.
Carlos-Lefebvre, pseudonyme de Charles Lefebvre, né le 30 avril 1853 au Quesnoy et mort en 1938 à Orléans est un peintre français. Ami d'Henri Le Sidaner, d'Eugène Chigot, d'Henri Duhem et de Frits Thaulow.

## Biographie
Charles Lefebvre naît le 30 avril 1853 au Quesnoy du mariage de Carlos Lefebvre et de Clémence Douay, propriétaires.  
Peintre paysagiste autodidacte à ses débuts, il commence sa carrière artistique en envoyant ses aquarelles au Salon. Il est remarqué par Henri Harpignies dont il devient l'élève et l'ami. Il est aussi élève de Paul Vayson.
Il expose au Salon de la Société nationale des beaux-arts et reçoit une mention honorable en 1891, une médaille de bronze 1893 et d'argent 1895. Il signe ses tableaux « Carlos-Lefebvre ».
Il peint, entre autres, de nombreux paysages de Sologne. L'État se porte acquéreur, en 1897, du tableau L'Hiver en Sologne.
Il meurt en 1938 à Orléans. 

## Œuvres dans les collections publiques
- Douai, musée de la Chartreuse : Soleil d'automne, Salon de 1891, huile sur toile[4],[5].
- Étaples, musée Quentovic d'Étaples : Paysage, huile sur toile[6].
- Paris, musée du Louvre : Mare bordée d'arbres, dans un paysage de bocage, au recto, encre de Chine et crayon[7], et Croquis fragmentaire d'arbres et de murs, au verso, encre de Chine sur papier[8].